# Gobie soufre
Cryptocentrus cinctus
Pour les articles homonymes, voir Gobie jaune.
Espèce
Le Gobie soufre (Cryptocentrus cinctus), aussi appelé Gobie jaune est une espèce de gobies de la famille des Gobiidae, nommé ainsi pour sa couleur jaune vif.

## Description
Le gobie soufre mesure environ 6 cm, mais peut atteindre les 10 cm. Il est de couleur jaune vif, tacheté de points bleus, mais peut aussi être assez gris puis devenir jaune avec le temps.
Il n'y a pas de véritable dimorphisme sexuel apparent, mais la femelle est globalement plus grande que le mâle d'un à 2 cm.

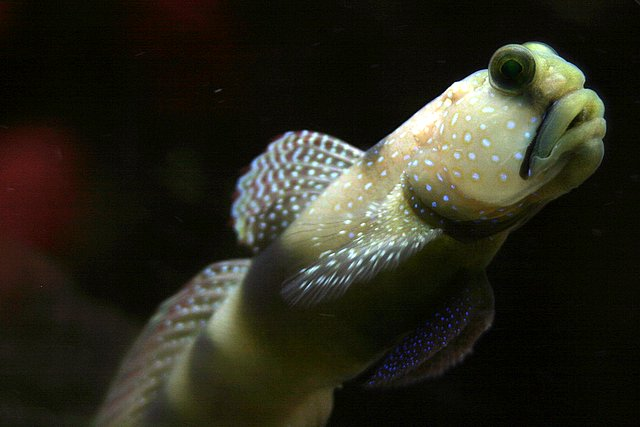
Les gobies soufre peuvent être parfois plus gris que jaunes

## Symbiose avec les crevettes
On peut observer chez cette espèce une symbiose avec les crevettes, notamment celles du genre Alpheus, et qui peut être reproduit en aquarium.

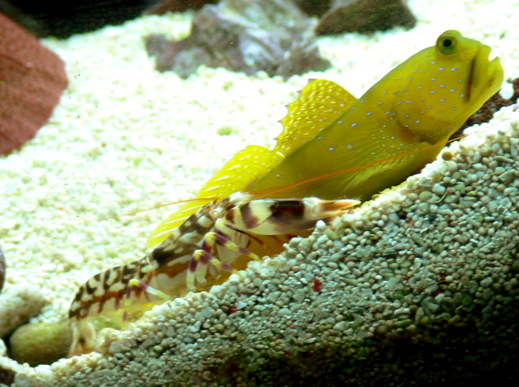
Gobie soufre aux côtés d'un spécimen de Alpheus bellulus
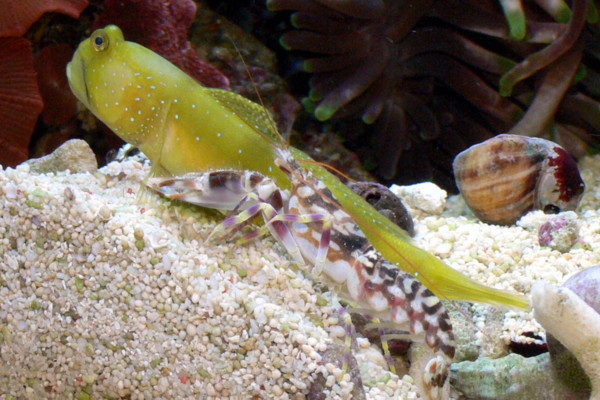
Le gobie soufre et sa crevette (Alpheus bellulus) restent toujours côte à côte
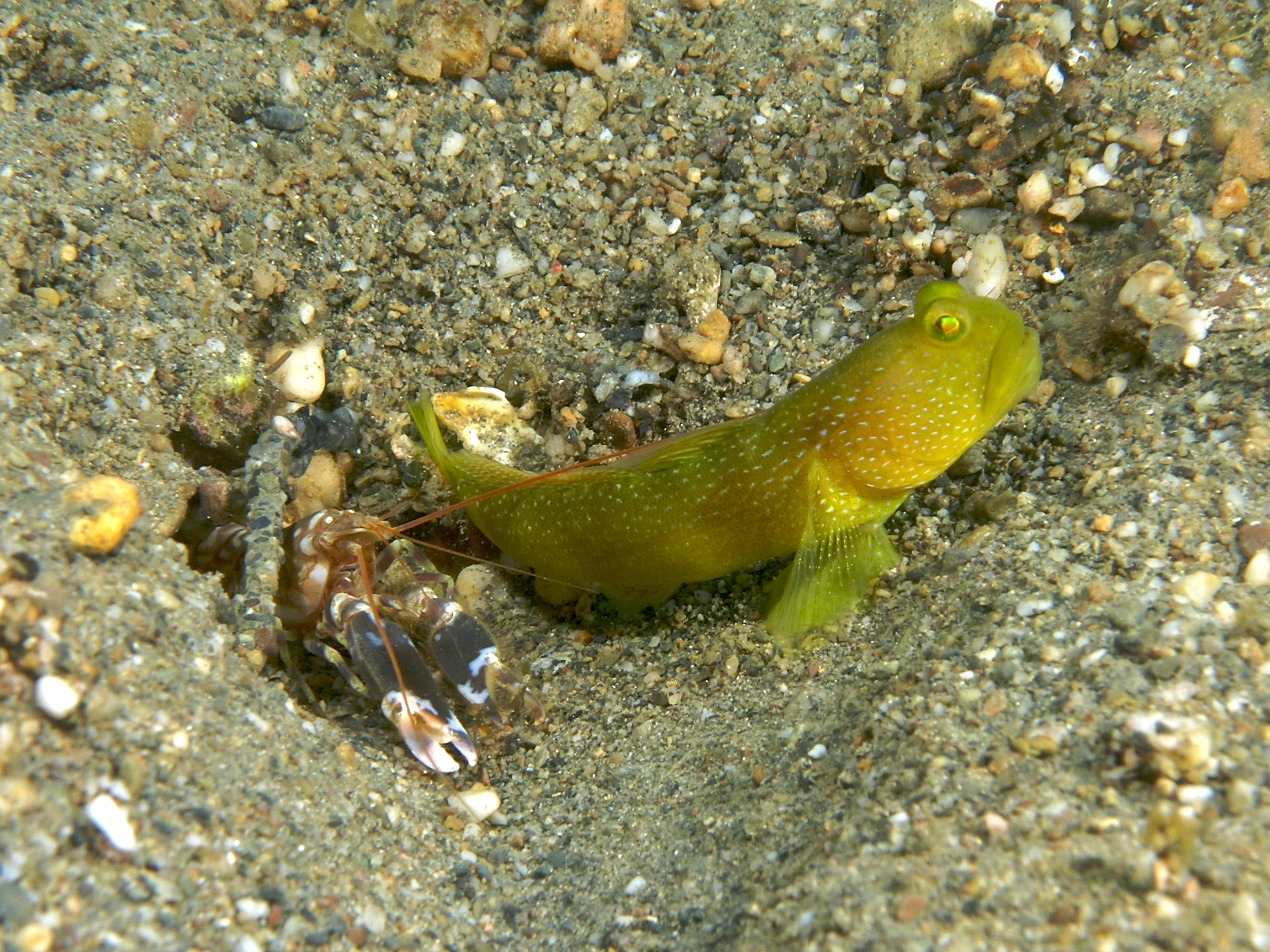
Gobie soufre aux côtés d'un spécimen de Alpheus djiboutensis

## Répartition géographique
On le trouve dans le Pacifique ouest, du large du Japon (îles Yaeyama) jusqu'à Singapour et à la grande barrière de corail.

## Maintenance en aquarium
| Origine         | Océan Pacifique   | Eau           | Eau de mer                           |
| Dureté de l'eau | °GH               | pH            | 8,3                                  |
| Température     | Entre 26 et 27 °C | Volume mini.  | 200 L                                |
| Alimentation    | Carnivore         | Taille adulte | De 6 à 10 cm                         |
| Reproduction    | Ovovivipare       | Zone occupée  | Fond de l'aquarium                   |
| Sociabilité     | Bonne             | Difficulté    | Moyenne, demande un peu d'expérience |

## Synonymes
Ce taxon admet les synonymes suivants :
- Cryptocentrus flavus (non Yanagisawa, 1978)
- Smilogobius cinctus Herre, 1936